# Фран Гук
Фран Гук (англ. Fran Huck, нар. 4 грудня 1945, Реджайна) — канадський хокеїст, що грав на позиції центрального нападника. Грав за збірну команду Канади.

## Ігрова кар'єра
Професійну хокейну кар'єру розпочав 1969 року.
Протягом професійної клубної ігрової кар'єри, що тривала 10 років, захищав кольори команд «Монреаль Канадієнс», «Сент-Луїс Блюз», «Вінніпег Джетс», «Міннесота Файтінг Сейнтс», «Монреаль Вояжерс», «Денвер Сперс» та ЦСК Лайонс.
Виступав за збірну Канади.

## Статистика
| Сезон        | Клуб                       | Ліга         | Регулярний сезон | Регулярний сезон | Регулярний сезон | Регулярний сезон | Регулярний сезон | Плей-оф | Плей-оф | Плей-оф | Плей-оф | Плей-оф |
| Сезон        | Клуб                       | Ліга         | І                | Г                | П                | О                | ШХ               | І       | Г       | П       | О       | ШХ      |
| ------------ | -------------------------- | ------------ | ---------------- | ---------------- | ---------------- | ---------------- | ---------------- | ------- | ------- | ------- | ------- | ------- |
| 1969-70      | Монреаль Канадієнс         | НХЛ          | 2                | 0                | 0                | 0                | 6                | -       | -       | -       | -       | -       |
| 1970-71      | Монреаль Канадієнс         | НХЛ          | 5                | 1                | 2                | 3                | 0                | -       | -       | -       | -       | -       |
| 1970-71      | Сент-Луїс Блюз             | НХЛ          | 29               | 7                | 8                | 15               | 18               | 6       | 1       | 2       | 3       | 2       |
| 1972-73      | Сент-Луїс Блюз             | НХЛ          | 58               | 16               | 20               | 36               | 20               | 5       | 2       | 2       | 4       | 0       |
| 1973-74      | Вінніпег Джетс             | ВХА          | 74               | 26               | 48               | 74               | 68               | 4       | 0       | 0       | 0       | 2       |
| 1974-75      | «Міннесота Файтінг Сейнтс» | ВХА          | 78               | 22               | 45               | 67               | 26               | 12      | 3       | 13      | 16      | 6       |
| 1975-76      | «Міннесота Файтінг Сейнтс» | ВХА          | 59               | 17               | 32               | 49               | 27               | -       | -       | -       | -       | -       |
| 1976-77      | Вінніпег Джетс             | ВХА          | 12               | 2                | 2                | 4                | 10               | 7       | 0       | 2       | 2       | 6       |
| 1977-78      | Вінніпег Джетс             | ВХА          | 5                | 0                | 0                | 0                | 2                | -       | -       | -       | -       | -       |
| Усього в НХЛ | Усього в НХЛ               | Усього в НХЛ | 94               | 24               | 30               | 54               | 38               | 11      | 3       | 4       | 7       | 2       |
| Усього в ВХА | Усього в ВХА               | Усього в ВХА | 228              | 67               | 127              | 194              | 133              | 23      | 3       | 15      | 18      | 14      |